# Euscelidia
Euscelidia är ett släkte av tvåvingar. Euscelidia ingår i familjen rovflugor.

## Dottertaxa tillEuscelidia, i alfabetisk ordning[1]
- Euscelidia abbreviata
- Euscelidia acuminata
- Euscelidia adusta
- Euscelidia anthrax
- Euscelidia artaphernes
- Euscelidia atrata
- Euscelidia bechuana
- Euscelidia bequaerti
- Euscelidia bichariensis
- Euscelidia bicolor
- Euscelidia bishariensis
- Euscelidia cacula
- Euscelidia cana
- Euscelidia capensis
- Euscelidia castanes
- Euscelidia cobice
- Euscelidia crena
- Euscelidia datis
- Euscelidia discors
- Euscelidia dorata
- Euscelidia erichthenii
- Euscelidia fastigium
- Euscelidia festiva
- Euscelidia fistula
- Euscelidia flava
- Euscelidia glabra
- Euscelidia gutianensis
- Euscelidia hesperia
- Euscelidia hyalina
- Euscelidia insolita
- Euscelidia kasungu
- Euscelidia lata
- Euscelidia lepida
- Euscelidia livida
- Euscelidia longibifida
- Euscelidia lucida
- Euscelidia lucioides
- Euscelidia marion
- Euscelidia milva
- Euscelidia moyoensis
- Euscelidia mucronata
- Euscelidia natalensis
- Euscelidia nitida
- Euscelidia notialis
- Euscelidia obtusa
- Euscelidia obudu
- Euscelidia oldroydi
- Euscelidia pallasii
- Euscelidia peteraxi
- Euscelidia picta
- Euscelidia piliensis
- Euscelidia pipinna
- Euscelidia popa
- Euscelidia procula
- Euscelidia prolata
- Euscelidia pulchra
- Euscelidia rapacoides
- Euscelidia rapax
- Euscelidia schoutedeni
- Euscelidia senegalensis
- Euscelidia setifer
- Euscelidia simplex
- Euscelidia splendida
- Euscelidia stigmaticalis
- Euscelidia trifoliata
- Euscelidia tsavo
- Euscelidia valida
- Euscelidia vallis
- Euscelidia venusta
- Euscelidia zumpti